# Diagramma dei componenti

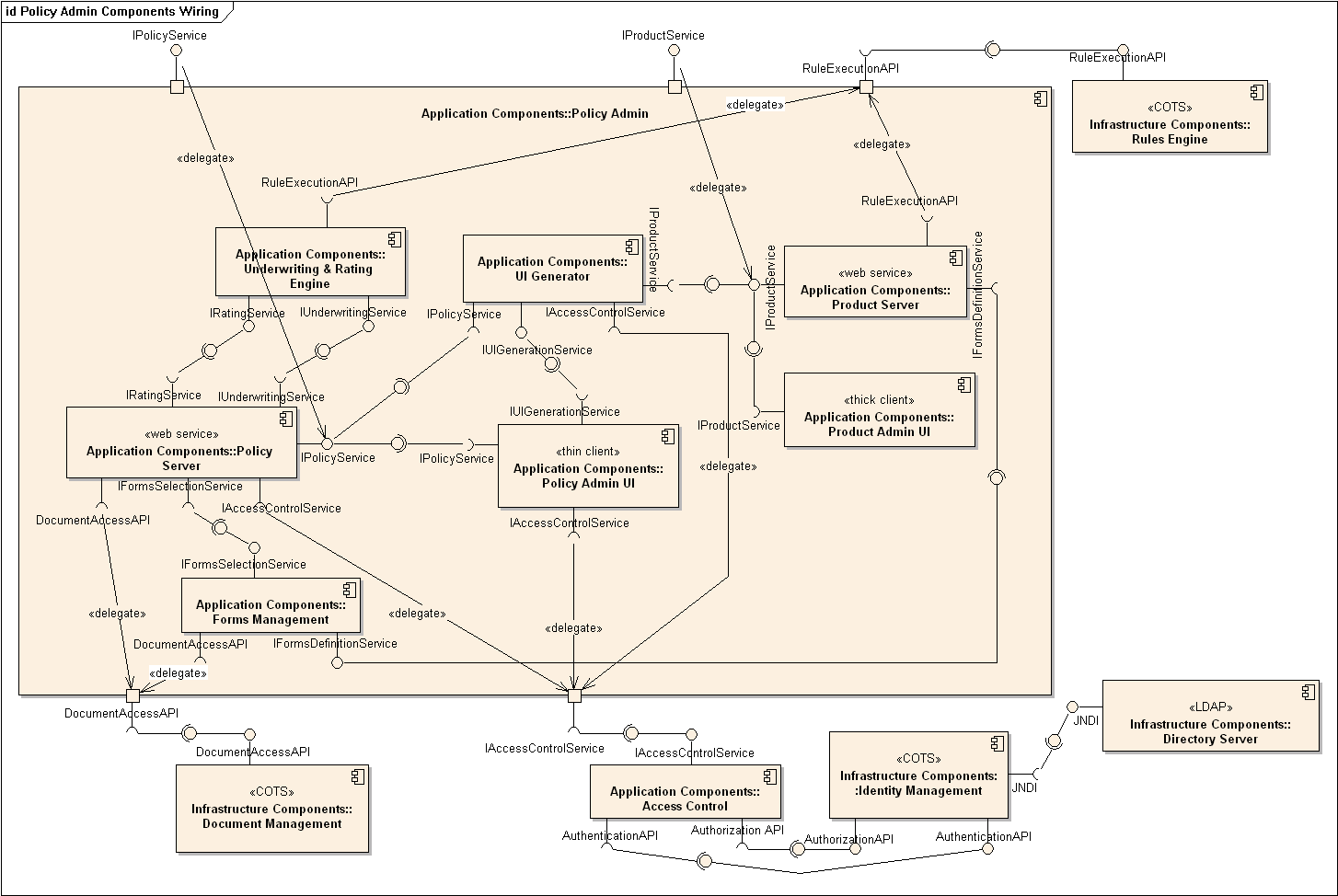
Un diagramma delle componenti di un sistema di regole assicurative

Nella terminologia del linguaggio di modellazione UML, un diagramma dei componenti (in inglese Component diagram) è un diagramma che ha lo scopo di rappresentare la struttura interna del sistema software modellato in termini dei suoi componenti principali e delle relazioni fra di essi. Per componente si intende una unità software dotata di una precisa identità, nonché responsabilità e interfacce ben definite. 
Questi diagrammi si accompagnano spesso ai diagrammi di deployment, che mostrano invece la collocazione fisica (deployment) dei componenti sull'architettura di esecuzione.